# Křížová cesta (Deštné v Orlických horách)
Křížová cesta v Deštném v Orlických horách na Rychnovsku se nachází na jihozápad od obce v části Dříš, na úbočí vrchu Plasnický Špičák ve stráni nad říčkou Bělá.

## Historie
Křížová cesta je tvořena čtrnácti kamennými sloupky s plastikou pašijového výjevu. Zastavení jsou rozmístěna okolo poutní kaple Blahoslavené Panny Marie. Součástí poutního místa je studánka „Pod Panorámou“.
Na přelomu 18. a 19. století se objevil na vysokém stromu poblíž studánky papírový obrázek Panny Marie, který tam zanechal místní rolník jako poděkování za uzdravení. Poté se místo stalo poutním. Ze sbírky pořádané v obci byla postavena dřevěná kaplička, do které byla uložena socha Panny Marie Královny (tzv. Deštěnské) a původní obrázek ze stromu. Postupně přibyla křížová cesta z pískovcových sloupů.
Po druhé světové válce místo pustlo. Po roce 1989 byla uspořádána nová sbírka, z jejíhož výtěžku byla stará kaplička stržena a postavena nová. Ve farním kostele Svaté Marie Magdaleny v obci Deštné v Orlických horách je uchovávána milostná soška Panny Marie v nepříznivých dobách.
Hlavní pouť se slaví v neděli po 26. červenci.